# Samoljica
Samoljica (izvirno srbsko Самољица) je naselje v Srbiji, ki upravno spada pod Občino Bujanovac; slednja pa je del Pčinjskega upravnega okraja.

## Demografija
V naselju, katerega izvirno (srbsko-cirilično) ime je Самољица, živi 547 polnoletnih prebivalcev, pri čemer je njihova povprečna starost 28,0 let (27,5 pri moških in 28,5 pri ženskah). Naselje ima 171 gospodinjstev, pri čemer je povprečno število članov na gospodinjstvo 5,22.
Po popisu prebivalstva iz leta 2002 je naselje večinsko naseljeno z albanci.
|  |

| Demografija | Demografija     | Demografija     |
| Leto        | Št. prebivalcev | Št. prebivalcev |
| ----------- | --------------- | --------------- |
|             |                 |                 |
|             |                 |                 |
|             |                 |                 |
|             |                 |                 |
| 1948        | 599             |                 |
| 1953        | 673             |                 |
| 1961        | 748             |                 |
| 1971        | 925             |                 |
| 1981        | 952             |                 |
| 1991        | 847             | 735             |
| 2002        | 1390            | 893             |
|             |                 |                 |

| Etnična sestava po popisu iz leta 2002 | Etnična sestava po popisu iz leta 2002 | Etnična sestava po popisu iz leta 2002 | Etnična sestava po popisu iz leta 2002 | Etnična sestava po popisu iz leta 2002 |
| -------------------------------------- | -------------------------------------- | -------------------------------------- | -------------------------------------- | -------------------------------------- |
| Albanci                                | Albanci                                |                                        | 876                                    | 98,09%                                 |
| Srbi                                   | Srbi                                   |                                        | 12                                     | 1,34%                                  |
| Bošnjaki                               | Bošnjaki                               |                                        | 1                                      | 0,11%                                  |
| Neznano                                | Neznano                                |                                        | 4                                      | 0,44%                                  |